# Barbara Stiegler
Barbara Stiegler (* 1948) ist eine deutsche Psychologin und Pädagogin. Sie war wissenschaftliche Referentin und Leiterin des Arbeitsbereiches Frauen- und Geschlechterpolitik der Friedrich-Ebert-Stiftung.

## Leben
Barbara Stiegler studierte Psychologie und Pädagogik an der Universität Bonn und wurde 1976 mit einer Dissertation mit dem Titel Die Mitbestimmung der Arbeiterin. Frauen zwischen traditioneller Familienbindung und gewerkschaftlichem Engagement im Betrieb zum Dr. phil. promoviert. Ihre Forschungsarbeiten konzentrierten sich zunächst auf die Humanisierung der Arbeit und die Beteiligung von Beschäftigten; seit 1982 arbeitete sie vorrangig in der Frauenforschung. Zu ihren Themenschwerpunkten zählen die Ausbildung von Frauen in männlich dominierten Berufen, die Frauenförderung in der privaten Wirtschaft, und die soziale Kompetenz als sogenannte weibliche Qualifikation.
Von 1986 bis 1996 war sie wissenschaftliche Mitarbeiterin im Forschungsinstitut der Friedrich-Ebert-Stiftung in Bonn, anschließend bis Dezember 2011 Leiterin des Arbeitsbereiches Frauen- und Geschlechterforschung in der Abteilung Wirtschafts- und Sozialpolitik der Friedrich Ebert Stiftung. In diesen Funktionen verfasste sie zahlreiche Publikationen zu den Themenbereichen.
Seit 1992 ist sie als wissenschaftliche Politikberaterin tätig, erarbeitet Expertisen und hält Vorträge. Seit 1998 befasst sie sich verstärkt mit der Forschung, Konzeptualisierung und Beratung verschiedener Zielgruppen zum Thema Gender-Mainstreaming.
Sie hat drei Kinder und lebt in Bonn.